# Rothenstein
Rothenstein là một đô thị thuộc huyện Saale-Holzland, trong bang Thüringen, Đức. Đô thị Rauda có diện tích 10.48 km².